# Mîkolske, Troițke
Mîkolske (în ucraineană Микольське) este un sat în comuna Rozsîpne din raionul Troițke, regiunea Luhansk, Ucraina.